# ناحیه وولفسبرگ
ناحیه وولفسبرگ (به آلمانی: Wolfsberg District) یک ناحیه در اتریش است که در کرنتن واقع شده‌است. ناحیه وولفسبرگ ۵۶٬۶۱۱ نفر جمعیت دارد.